# Bestenliste australischer Triathletinnen auf der Ironman-Distanz

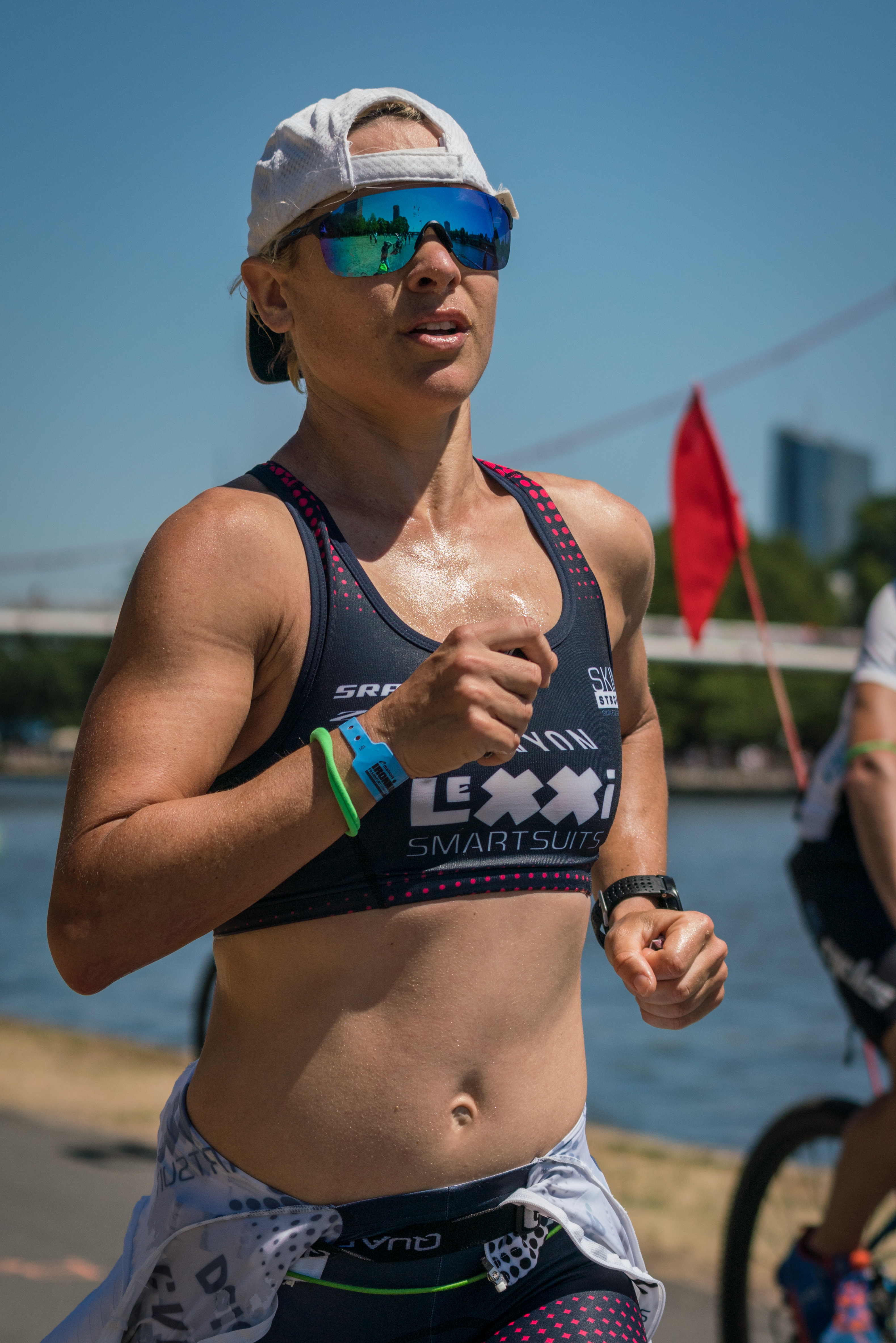
Sarah Crowley 2018 Ironman European Championship Frankfurt

Die Bestenliste australischer Triathletinnen auf der Ironman-Distanz umfasst alle Zeiten, die weltweit von Frauen aus Australien bei einem Triathlon über die Langdistanz bzw. Ironman-Distanz (3,86 km Schwimmen, 180,2 km Radfahren und 42,2 km Laufen) erzielt wurden (Stand: 26. März 2025).

## Kriterien für die Bestzeiten
Jede Athletin wird hier mit ihrer persönlichen Bestzeit angeführt. Berücksichtigt wurden Zeiten von Amateuren und Profis unter 9:00 Stunden seit Oktober 1982.
Wettkämpfe, bei denen witterungsbedingt nur ein Duathlon ausgetragen wurde, oder Teildistanzen stark durch den Veranstalter verkürzt wurden, finden keine Berücksichtigung. Eine offizielle Vermessung der Strecken, wie in der Leichtathletik mit dem Jones-Counter, erfolgt im Triathlon bis jetzt nicht. Die Rennen sind deshalb aufgrund einer nicht ganz genauen Länge nur begrenzt bzw. eingeschränkt vergleichbar. Die offiziellen Verbände führen keine Rekorde oder Bestenlisten.
Auch die Zeiten bei ein und demselben Wettkampf, wie auch auf Hawaii, sind durch Streckenänderungen, Baustellen, Beschaffenheit oder Veränderung des Straßenbelags, Verlegungen und Veränderungen der Wechselzonen, nicht vergleichbar. Bei den hier aufgeführten Zeiten handelt es sich um Ergebnisse, die bei Wettkämpfen mit offiziellem Windschattenverbot erzielt worden sind.

## Liste
| Platz | Name               | Jahr | Zeit    | Veranstaltung             | Bemerkung/Titel                                                   | Quelle |
| ----- | ------------------ | ---- | ------- | ------------------------- | ----------------------------------------------------------------- | ------ |
| 1     | Grace Thek         | 2025 | 8:37:39 | Challenge Roth            |                                                                   |        |
| 2     | Sarah Crowley      | 2019 | 8:38:11 | Challenge Roth            | ITU-WM Langdistanz (2017)                                         | [ 1 ]  |
| 3     | Carrie Lester      | 2019 | 8:38:41 | Ironman Mexico            | ITU-WM W25–29 Triathlon Langdistanz (2009) und Kurzdistanz (2009) | [ 2 ]  |
| 4     | Mirinda Carfrae    | 2014 | 8:38:53 | Challenge Roth            | ITU-Vizeweltmeisterin Langdistanz (2005)                          |        |
| 5     | Rebekah Keat       | 2019 | 8:39:24 | Challenge Roth            |                                                                   |        |
| 6     | Regan Hollioake    | 2024 | 8:39:52 | Challenge Gunsan          |                                                                   |        |
| 7     | Melissa Hauschildt | 2015 | 8:52:51 | Ironman Melbourne         | ITU-WM Langdistanz (2013); EM Ironman (2016)                      |        |
| 8     | Chloe Lane         | 2023 | 8:55:04 | Ironman Western Australia |                                                                   | [ 3 ]  |
| 9     | Renee Kiley        | 2021 | 8:56:48 | Ironman Hamburg           |                                                                   |        |
| 10    | Dimity-Lee Duke    | 2019 | 8:58:10 | Ironman Barcelona         |                                                                   | [ 4 ]  |

(AM = Australische Meisterin, EM = Europameisterin, WM = Weltmeisterin)